# Sam Oomen
Sam Ludovicus Franciscus Oomen (Tilburg, 15 augustus 1995) is een Nederlands wielrenner die van 2016 tot en met 2020 voor Team Giant-Alpecin/Team Sunweb reed. In augustus 2020 werd bekend dat hij in 2021 voor Team Jumbo-Visma zou gaan rijden. Vanaf 2024 rijdt hij drie seizoenen voor Lidl-Trek.

## Carrière
In 2016, zijn eerste jaar als prof, behaalde Oomen zijn eerste profoverwinning door in de derde etappe van de Ronde van de Ain met een voorsprong van één seconde over de finish te komen. In de vierde etappe sloeg hij de aanvallen op zijn leidende positie af, waardoor hij het eindklassement op zijn naam schreef.
In de Ronde van Italië van 2018 maakte Oomen indruk als rechterhand van titelverdediger Dumoulin. Hij wist ondanks zijn knechtenrol als negende te eindigen in het eindklassement.
Oomen kwam tijdens de Ronde van Italië van 2019 ten val en liep daarbij een heupbreuk op. Tijdens het herstel daarvan liet de Tilburger zich opereren aan een vernauwde liesslagader. In 2020 keerde hij terug in het peloton. 

## Palmares

### Overwinningen
2012
3e etappe GP Rüebliland
Eindklassement GP Rüebliland
2013
 Nederlands kampioen tijdrijden, Junioren
2014
Bergklassement Ronde van Bretagne
2015
1e etappe Ronde van Rhône-Alpes Isère
Eind-, punten- en jongerenklassement Ronde van Rhône-Alpes Isère
2e en 4e etappe Tour des Pays de Savoie
Berg- en jongerenklassement Tour des Pays de Savoie
Jongerenklassement Ronde van de Elzas
Parijs-Tours, Beloften
2016
3e etappe Ronde van de Ain
Eind- en jongerenklassement Ronde van de Ain
2017
 UCI Ploegentijdrit in Bergen
2018
Jongerenklassement Ronde van de Algarve
2019
Jongerenklassement Tirreno-Adriatico
2022
1e etappe Ronde van Spanje (ploegentijdrit)

### Resultaten in voornaamste wedstrijden
| Jaar | Ronde van Italië | Ronde van Frankrijk | Ronde van Spanje |
| ---- | ---------------- | ------------------- | ---------------- |
| 2016 |                  |                     |                  |
| 2017 |                  |                     | opgave           |
| 2018 | 9e               |                     |                  |
| 2019 | opgave           |                     |                  |
| 2020 | 21e              |                     |                  |
| 2021 |                  |                     | 18e              |
| 2022 | 20e              |                     | 30e              |
| 2023 | 36e              |                     |                  |
| 2024 |                  |                     | 33e              |

| Jaar | Milaan-San Remo | Amstel Gold Race | Luik-Bast.‑Luik | Ronde van Lombardije | Waalse Pijl | Clásica San Sebastián | Strade Bianche |  | WK op de weg |  | Wereldranglijsten |
| ---- | --------------- | ---------------- | --------------- | -------------------- | ----------- | --------------------- | -------------- |  | ------------ |  | ----------------- |
| 2016 |                 |                  | 26e             | 38e                  | 39e         | 33e                   |                |  |              |  |                   |
| 2017 |                 | 64e              | 47e             | 11e                  |             |                       |                |  |              |  | 98e (UWT)         |
| 2018 | 48e             |                  | 12e             | 27e                  | 31e         |                       |                |  | 14e          |  | 67e (UWT)         |
| 2019 |                 |                  |                 |                      |             |                       | 17e            |  |              |  | 409e (UWR)        |
| 2020 |                 |                  |                 |                      |             |                       |                |  | 45e          |  |                   |
| 2021 | 70e             | 91e              | 94e             | 80e                  | 37e         | 24e                   |                |  |              |  |                   |
| 2022 |                 |                  | 32e             | 47e                  |             |                       |                |  |              |  |                   |
| 2023 |                 | 48e              |                 | opgave               | 59e         |                       |                |  |              |  |                   |
| 2024 |                 | 47e              | 70e             |                      | opgave      | 45e                   |                |  | 49e          |  |                   |

### Resultaten in kleinere rondes
| Jaar | Tour Down Under | Parijs-Nice | Tirreno-Adriatico | Ronde van Catalonië | Ronde van het Baskenland | Ronde van Californië | Critérium du Dauphiné | Ronde van Zwitserland | Ronde van Polen |
| ---- | --------------- | ----------- | ----------------- | ------------------- | ------------------------ | -------------------- | --------------------- | --------------------- | --------------- |
| 2016 |                 |             |                   |                     | 36e                      |                      |                       | 38e                   |                 |
| 2017 |                 | 14e         |                   |                     | 19e                      | 9e                   | 14e                   |                       | 7e              |
| 2018 | 15e             | 13e         |                   |                     |                          |                      |                       | 7e                    |                 |
| 2019 |                 |             | 9e                |                     | opgave                   |                      |                       |                       |                 |
| 2020 |                 |             | 11e               |                     |                          |                      |                       |                       |                 |
| 2021 |                 | 41e         |                   |                     | 25e                      |                      | 8e                    |                       |                 |
| 2022 |                 |             | 10e               |                     |                          | opgave               | opgave                |                       |                 |
| 2023 |                 |             |                   |                     | 29e                      |                      |                       | 23e                   | 26e             |
| 2024 |                 |             |                   | 41e                 |                          |                      |                       |                       |                 |

## Ploegen
- 2014 –  Rabobank Development Team
- 2015 –  Rabobank Development Team
- 2016 –  Team Giant-Alpecin
- 2017 –  Team Sunweb
- 2018 –  Team Sunweb
- 2019 –  Team Sunweb
- 2020 –  Team Sunweb
- 2021 –  Team Jumbo-Visma
- 2022 –  Team Jumbo-Visma
- 2023 –  Jumbo-Visma
- 2024 –  Lidl-Trek
- 2025 –  Lidl-Trek

Bol · Budding · Dolfsma · van Dongen · van Empel · Gerts · Godrie · Havik · Hofstede · Honingh · Korevaar · Lindeman · Looij · Meijers · Oomen · Roosen · Slik · Teunissen · van Trijp · Tusveld
Bax ·
Bol ·
Budding ·
Cornelisse ·
Godrie ·
Havik ·
Hofstede ·
Honigh ·
Korevaar · 
Lenderink ·
Maas ·
Meijers ·
Nieuwenhuis ·
Oomen ·
Tolhoek ·
van Trijp ·
Tusveld ·
de Vries ·
Wouters
Andersen · Arndt · Barguil · Curvers · Ten Dam · De Backer · Degenkolb · Dumoulin · Fairly · Fröhlinger · Geschke · Van der Haar · Haga · Ji · Jones · De Kort · F. Ludvigsson · T. Ludvigsson · Lunke · Oomen · Preidler · Sinkeldam · Stamsnijder · Timmer · Veelers · Waeytens · Walscheid · Hoekstra (stagiair) · Kanter (stagiair) · Tusveld (stagiair)
Andersen · Arndt · Barguil · Bauhaus · Curvers · Ten Dam · De Backer · Dumoulin   · Fröhlinger · Geschke · Haga · Hamilton · Hofstede · Kämna · Kelderman · Lunke · Matthews · Oomen · Preidler · Sinkeldam · Stamsnijder · Teunissen · Timmer · Waeytens · Walscheid · Kanter (stagiair) · Rohde (stagiair)
Andersen · Arndt · Bauhaus · Curvers · ten Dam · Dumoulin   · Fröhlinger · Geschke · Haga · Hamilton · Hindley · Hofstede · Kämna · Kelderman · Matthews · Oomen · Stamsnijder · Storer · Teunissen · Theuns · Tusveld · Vervaeke · Walscheid
Arndt · Bakelants ·  Bol · Curvers · Dumoulin · Fröhlinger · Haga · Hamilton · Hindley · Hirschi · Kämna · Kanter · Kelderman · A. Kragh Andersen · S. Kragh Andersen · Matthews · Nieuwenhuis · Oomen · Pedersen · Power · Roche · Storer · Stork · Tusveld · Vervaeke · Walscheid · Eekhoff (stagiair) · Kooistra (stagiair) · Salmon (stagiair)
Arensman (vanaf 1 juli) · Arndt · Benoot · Bol · Dainese · Denz · Donovan · Eekhoff · Gall · Haga · Hamilton · Hindley · Hirschi · Kanter · Kelderman · A. Kragh Andersen · S. Kragh Andersen · Matthews · Nieuwenhuis · Oomen · Pedersen · Power · Roche · Salmon · Storer · Stork · Sütterlin · Tusveld · Van Wilder · Vermaerke (stagiair)
Van Aert · Affini · Bennett · Bouwman · Dekker · van Dijke (vanaf 5 september) · Dumoulin · Eenkhoorn · Van Emden · Foss · Gesink · Groenewegen · Harper · Hofstede · Van Hooydonck · Kooij (vanaf 18 februari) · Kruijswijk · Kuss · Leemreize · Martens (t/m 30 mei) · Martin · Oomen · Pfingsten · Roglič   · Roosen · Teunissen · Tolhoek · Vingegaard · Wynants (t/m 4 april)
Affini · Benoot · Bouwman · Dekker · Dennis · Dumoulin (tot 15/8) · Eenkhoorn · Foss   · Gesink · Harper · Hessmann · Hofstede · Kooij · Kruijswijk · Kuss · Laporte · Leemreize · Oomen · Roglič   · Roosen · Teunissen · Vader · Van Aert · Van der Sande · M. van Dijke · T. van Dijke · Van Emden · Van Hooydonck · Vingegaard · Gloag (stagiair)
Affini · Benoot · Bouwman · Dennis · Foss   · Gesink · Gloag · Hessmann · Hofstede · Kelderman · Kooij · Kruijswijk · Kuss · Laporte  · Leemreize · Oomen · Roglič   · Roosen · Tratnik · Vader · Valter · Van Aert · van Baarle · Van der Sande · M. van Dijke · T. van Dijke · Van Emden · Van Hooydonck · Vingegaard
Bagioli · Bernard · Cataldo · Ciccone · Consonni · Declercq · Felline · Geoghegan Hart · Ghebreigzabhier · Gibbons · Hoole · Kirsch · Konrad · López · Milan · Mollema · Mosca · Nys · Oomen · Pedersen · Simmons · Skjelmose · Skujiņš · Stuyven · Tesfatsion · Theuns · Vacek · Vergaerde · Verona · Ronhaar (stagiair)